# Felipe Padilla Cardona
Felipe Padilla Cardona (ur. 1 maja 1945 w León) – meksykański duchowny rzymskokatolicki, biskup diecezjalny Huajuapan de León w latach 1992–1996, biskup koadiutor Tehuantepec w latach 1996–2000, biskup diecezjalny Tehuantepec w latach 2000–2009, biskup diecezjalny Ciudad Obregón w latach 2009–2020, od 2020 biskup senior diecezji Ciudad Obregón.

## Życiorys
Felipe Padilla Cardona urodził się 1 maja 1945 w León. Studiował w archidiecezjalnym seminarium duchownum filozofię i teologię. Święcenia prezbiteratu przyjął 10 czerwca 1973.
Po święceniach studiował w Papieskim Instytucie Biblijnym w Rzymie, uzyskując doktorat z teologii biblijnej na Papieskim Uniwersytecie Gregoriańskim. Po powrocie do kraju pełnił funkcję rektora seminarium w León, koordynatora promocji duchowieństwa i kapelana kościoła św. Krzyża w León.
15 lutego 1992 papież Jan Paweł II prekonizował go biskupem diecezjalnym Huajuapan de León. 17 marca 1992 otrzymał święcenia biskupie i odbył ingres do katedry Matki Boskiej z Gwadelupy w Huajuapan de León. Głównym konsekratorem był arcybiskup Girolamo Prigione –  nuncjusz apostolski w Meksyku, zaś współkonsekratorami Rosendo Huesca Pacheco, arcybiskup metropolita Puebla de los Angeles, i Anselmo Zarza Bernal, emerytowany biskup León. Jako zawołanie biskupie przyjął słowa „Unus Dominus” (Jeden Pan).
26 sierpnia 1996 papież mianował go biskupem koadiutorem diecezji Tehuantepec. 25 listopada 2000 po przyjęciu rezygnacji biskupa Arturo Lona Reyesa, został ustanowiony biskupem diecezjalnym i kanonicznie objął diecezję w posiadanie. Tego samego dnia odbył również ingres do katedry św. Dominika w Santo Domingo Tehuantepec.
1 października 2009 papież Benedykt XVI przeniósł go na stolicę biskupią w Ciudad Obregón. Kanoniczne objęcie diececezji oraz ingres do katedry Najświętszego Serca Pana Jezusa w Ciudad Obregón odbył 4 listopada 2009. 15 września 2020 papież Franciszek przyjął jego rezygnację z obowiązków biskupa diecezjalnego Ciudad Obregón.
W strukturach Konferencji Episkopatu Meksyku pełnił następujące funkcję:
- W latach 1992–1994 był członkiem Komisji Episkopatu ds. Seminariów i Powołań;
- W latach 1997–2000 był przedstawicielem Regionu Duszpasterskiego Południowego Pacyfiku i członkiem Komisji Episkopatu ds. Ewangelizacji i Katechezy, Seminariów i Powołań, Pro Colegio Mexicano i Indigena duszpasterska.